# 소유권유보계약
소유권유보계약(所有權留保契約)란 동산의 매매계약을 체결하면서, 매도인이 대금을 모두 지급받기 전에 목적물을 매수인에게 인도하지만 대금이 모두 지급될 때까지는 목적물의 소유권은 매도인에게 유보되며 대금이 모두 지급될 때에 그 소유권이 매수인에게 이전된다는 내용의 특약이다.

## 사례
휴대전화 대리점과 이동통신사의 단말기 공급에 관한 법률관계의 본질은 소유권 유보를 조건으로 한 매매이기 때문에 대리점이 판매되지 않은 단말기를 반품받아 가도록 이동통신사에 요구할 권리가 없다

## 판례
- 소유권유보약정이 있는 동산 매매계약의 매수인이 대금을 모두 지급하지 않은 상태에서 목적물을 다른 사람에게 양도한 사안에서, 양수인에게 통상적으로 요구되는 양도인의 양도권원에 관한 주의의무를 다하지 아니한 과실이 있음을 이유로 선의취득이 인정되지 않는다[3]